# Glock (pistolet)
Pour les articles homonymes, voir Glock (homonymie).
Le Glock est une série de pistolets semi-automatiques (ou automatique pour le modèle 18 en 9 mm Parabellum), fabriqués en Autriche par la manufacture d'armes Glock GmbH. Cette arme de poing est utilisée, entre autres, par les gendarmes français, les agents de l'Office français de la biodiversité et remplace au fur et à mesure le PAMAC 50 dans l'armée française.

## Historique
L'entreprise autrichienne Glock produit des pistolets particulièrement innovants dont le premier modèle, sorti en 1980, fut le Glock 17. C'est un des premiers pistolets intégrant des polymères et ayant rencontré un succès commercial. Grâce à ces matériaux l'arme est plus légère et moins sensible à la corrosion. La souplesse des matériaux rend par ailleurs son recul légèrement moins brutal qu'avec la carcasse parfaitement rigide d'une arme de poids équivalent. Les pistolets Glock ont été une petite révolution, l'utilisation des polymères étant aujourd'hui devenue la norme chez tous les constructeurs.
Ces matériaux non métalliques ont été à l'origine d'une controverse aux États-Unis sur les armes produites par Glock. Il a été dit qu'elles étaient délibérément indétectables, en premier lieu par une association luttant contre la possession d'armes à feu par les civils[réf. nécessaire]. Pourtant, plus de 80 % des pièces composant le Glock sont en métal : (la culasse, le canon, le ressort du chargeur, le percuteur, les munitions...). De plus les polymères utilisés sont denses et donc détectables par les systèmes aux rayons X conventionnels, un opérateur de sécurité correctement formé repérera l'arme sans difficulté.

Glock 19X.

La légende persiste toujours, notamment en raison de l'exploitation faite de cette rumeur par le film 58 minutes pour vivre dans lequel il est fait mention par Bruce Willis d'un « Glock 7 » « allemand » en céramique indétectable. Cette arme n'existe pas, bien que des pistolets en céramique aient été utilisés par les services secrets du pacte de Varsovie (en particulier en République tchèque) à l'apogée de la Guerre froide.

## Caractéristiques

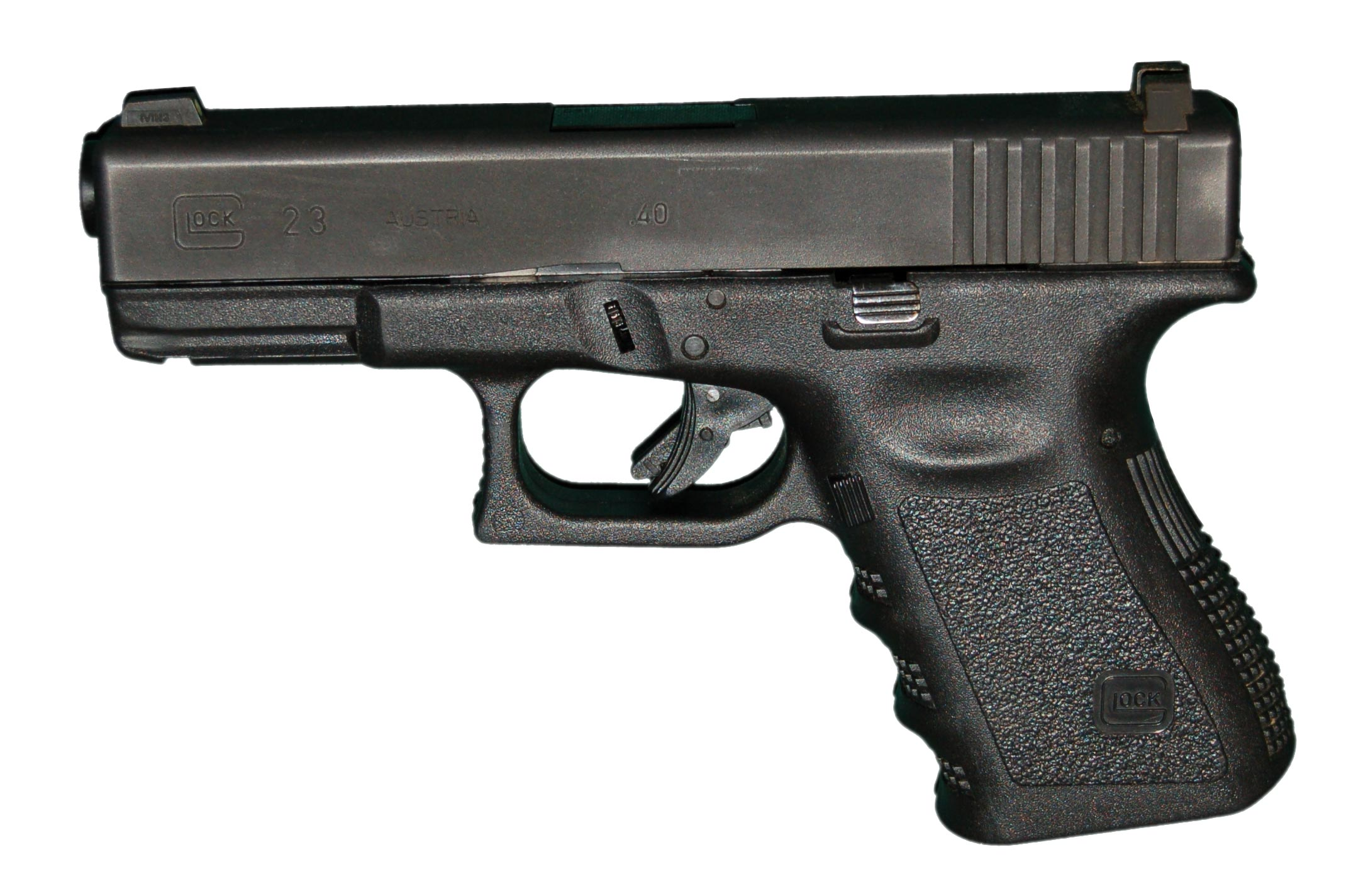
Un Glock 23 de troisième génération.

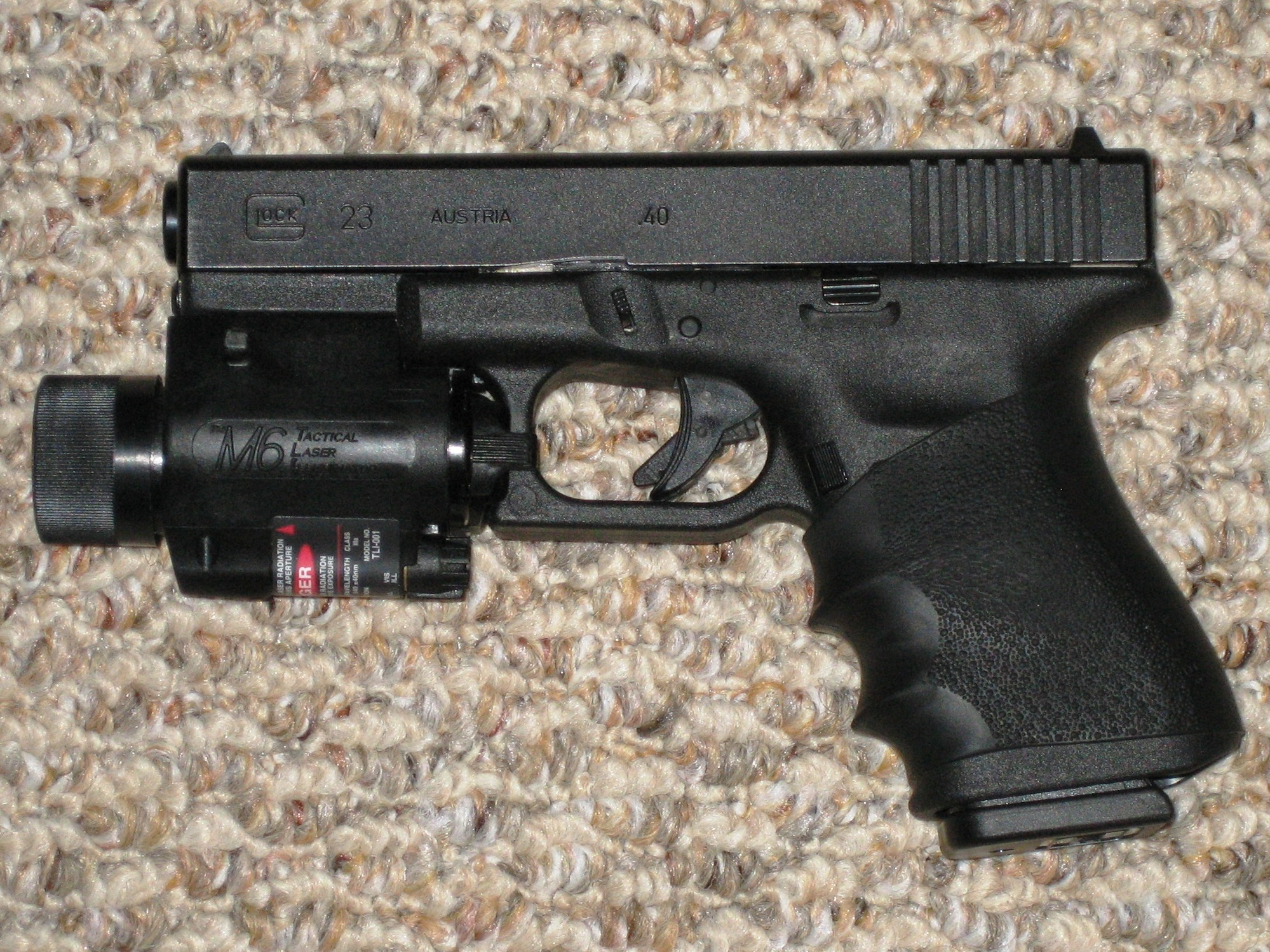
Pistolet Glock 23 avec lampe tactique et pointeur laser.

Cette caractéristique est particulièrement prisée des experts légaux, puisque le tir accidentel est théoriquement impossible. Cette caractéristique rejoint fonctionnellement (mais pas techniquement) celle des revolvers dont l'utilisation reste extrêmement courante dans les polices nord-américaines.
Dans le monde du tir sportif (TAR), il est communément admis que la détente des pistolets de la famille Glock est très lourde. Elle est donc faite pour un lâcher sec.
De plus, le recul de l'arme est réputé difficile à gérer puisque, entre son corps en polymères et son canon en métal, tout le poids de l'arme se retrouve réparti au-dessus et cause un fort effet de levier vers l'avant.
De plus, à cause d'une des caractéristiques principales des Glocks (particulièrement le G17) qui se trouve au niveau de l'angle entre la poignée et le corps de l'arme, plus grand que la moyenne[pas clair]. Cet angle élargi permet un changement de position rapide, mais a tendance à plus forcer sur les poignets lors du recul. 
Cette conception, pensée pour un changement constant des positions, particulièrement utile aux forces spéciales, en fait un pistolet très apprécié par ces dernières. Cependant, ces défauts de recul, de manque d'équilibrage de l'arme font qu'il est un pistolet réputé difficile à prendre en main pour le tir sportif.
[pas clair]
Le suffixe « C » apposé au nom de certains modèles révèle que le canon accueille un compensateur de relèvement : des évents pratiqués près de la bouche du canon afin de laisser une partie des gaz s'échapper vers le haut, et donc d'imprimer à l'arme, lors du tir, une force vers le bas censée réduire l'élévation du canon sous l'effet du recul.

### Glock 17

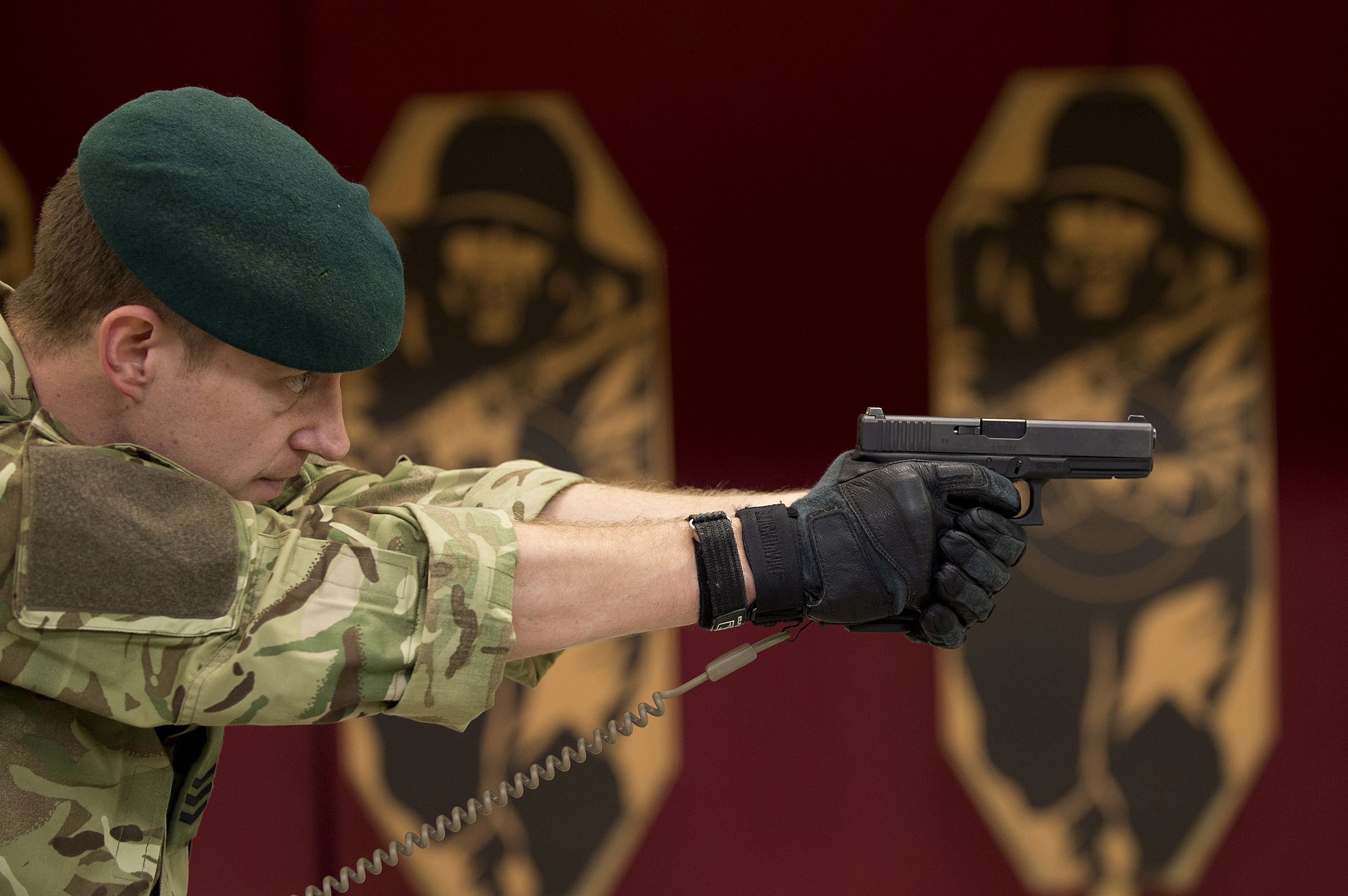
Un Royal Marine britannique avec un Glock 17 (2013).

Il existe cinq générations de Glock 17 : les marques améliorant l'ergonomie n'apparaissent que sur la deuxième génération, alors que le rail à l'avant de la carcasse permettant le montage d'accessoires (laser, lampe, etc.) est apparu sur les modèles de troisième génération, excepté les modèles « sub-compact » (ex. Glock 26).

### Glock 18
Le Glock 18, chambré en 9 mm Parabellum, est doté d'un sélecteur de tir permettant de choisir entre un tir semi-automatique ou automatique à une cadence de plus de 1 100 coups par minute pour ce dernier mode. Cela fait de lui l'un des plus petits pistolets mitrailleurs existants.
Il faut néanmoins noter que la capacité à tirer en rafale du Glock 18 n'est pas destinée à abattre un ennemi. En effet, alors que des pistolets mitrailleurs ultra-compacts comme le micro UZI ou le Ingram Mac 10 - M11 ont une cadence de tir très élevée (1 000 à 1 400 coups à la minute, voire jusqu'à 1 700 pour le micro UZI dans certaines configurations et en fonction de la cartouche) destinée à opposer un véritable mur de feu à l'adversaire dans un temps aussi court que possible, le Glock 18, lui, tire en rafale pour effrayer les foules. Le Glock 18 a été développé pour les gardes d'aéroports autrichiens, qui avaient besoin d'une arme permettant de faire fuir la foule alentour en cas de problème grave nécessitant une intervention immédiate (et donc interdisant l'habituel message au haut-parleur, qui prend du temps à être annoncé puis entendu de tous). Il a été démontré par une équipe de chercheurs américains qu'une foule ne réagit pas forcément à un coup de feu, le bruit ambiant aidant, on peut croire que c'est un objet lourd qui est tombé violemment sur le sol, chose qui arrive fréquemment dans les aéroports puisque les valises des touristes pèsent 10 à 20 kg. Par contre, la foule réagit « bien mieux » à une rafale : plusieurs coups de feu qui s'enchainent à une cadence régulière représentent indéniablement une fusillade aux oreilles du commun, même pour les gens n'ayant jamais utilisé une arme à feu. De plus, l'effet de suppression développé par la rafale permet d'augmenter virtuellement le volume du son produit par le coup de feu, assurant que tout le monde l'a bien entendu.

### Glock 19
Le Glock 19 est un pistolet populaire fabriqué par Glock, reconnu pour sa fiabilité et sa polyvalence. Chambré en calibre 9 mm Luger, il fonctionne avec le système Safe Action et offre une capacité de chargeur standard de 15 cartouches, avec des options de 17, 19, 24, 31, 33, et 10 cartouches. Doté d'un canon de 102 mm (4,02 pouces), il est apprécié pour sa taille compacte, idéale pour le port dissimulé, tout en conservant une capacité de munitions respectable. Sa conception ergonomique et sa précision en font un choix prisé par les forces de l'ordre et les tireurs sportifs

### Type de munitions
Les pistolets Glock sont chambrés pour de nombreuses munitions :
- 9 mm court
- 9 mm Parabellum (officiellement appelé 9x19mm Luger)
- .357 SIG
- .40 S&W
- 10 mm Auto
- .45 ACP
- .45 GAP
- .22 Long Rifle

### Modèles
Les pistolets Glock se déclinent en plusieurs modèles :
- Modèles standard ;
- Modèles compacts à canon court ;
- Modèles subcompacts à canon court et crosse compacte ;
- Modèles tactiques à canons longs ;
- Modèles de compétition ;
- Modèle plat (Slimline) ;
- Modèle automatique permettant le tir en rafale.

|                                                   | Standard     | Compact                | Subcompact          | Tactique | Compétition | Plat               | Automatique |
| ------------------------------------------------- | ------------ | ---------------------- | ------------------- | -------- | ----------- | ------------------ | ----------- |
| 9 mm court (.380 auto)                            |              | Glock 25               | Glock 28            |          |             | Glock 42           |             |
| 9 mm Parabellum                                   | Glock 17*,47 | Glock 19*, 19X, 45, 46 | Glock 26            | Glock 34 | Glock 17L   | Glock 43 , 43X, 48 | Glock 18*   |
| .357 Sig                                          | Glock 31*    | Glock 32*              | Glock 33            |          |             |                    |             |
| .40 S&W                                           | Glock 22*    | Glock 23*              | Glock 27            | Glock 35 | Glock 24*   |                    |             |
| 10 mm Auto                                        | Glock 20*    |                        | Glock 29            |          | Glock 40    |                    |             |
| .45 ACP (.45 auto)                                | Glock 21*    |                        | Glock 30, 30S, 30SF |          | Glock 41    | Glock 36           |             |
| .45 GAP                                           | Glock 37     | Glock 38               | Glock 39            |          |             |                    |             |
| .22 Long Rifle                                    |              | Glock 44               |                     |          |             |                    |             |
| * également disponible en version C (Compensated) |              |                        |                     |          |             |                    |             |

La masse exacte des différents modèles peut varier un peu en fonction du calibre. Les modèles de base présentent les caractéristiques suivantes :
| Modèle | Calibre         | Longueur totale (mm / pouce) | Longueur du canon (mm / pouce) | Capacité (nombre de cartouches) | Masse chargeur vide (g) |
| ------ | --------------- | ---------------------------- | ------------------------------ | ------------------------------- | ----------------------- |
| 17     | 9 mm Parabellum | 186 / 7,32                   | 114 / 4,49                     | 10, 17, 19, 31, 33              | 703                     |
| 17C    | 9 mm Parabellum | 186 / 7,32                   | 114 / 4,49                     | 10, 17, 19, 31, 33              | 698                     |
| 17L    | 9 mm Parabellum | 225 / 8,86                   | 153 / 6,02                     | 10, 17, 19, 31, 33              | 748                     |
| 18     | 9 mm Parabellum | 185 / 7,28                   | 114 / 4,49                     | 10, 17, 19, 31, 33              | 702                     |
| 18C    | 9 mm Parabellum | 185 / 7,28                   | 114 / 4,49                     | 10, 17, 19, 31, 33              | 667                     |
| 19     | 9 mm Parabellum | 174 / 6,85                   | 102 / 4,01                     | 10, 15, 17, 19, 31, 33          | 665                     |
| 19C    | 9 mm Parabellum | 174 / 6,85                   | 102 / 4,01                     | 10, 15, 17, 19, 31, 33          | 656                     |
| 19X    | 9 mm Parabellum | 174 / 6,85                   | 102 / 4,01                     | 10, 15, 17, 19, 31, 33          | 704                     |
| 20     | 10 mm           | 193 / 7,60                   | 117 / 4,61                     | 10, 15                          | 860                     |
| 20C    | 10 mm           | 193 / 7,60                   | 117 / 4,61                     | 10, 15                          | 850                     |
| 21     | .45 ACP         | 193 / 7,60                   | 117 / 4,61                     | 10, 13                          | 833                     |
| 21C    | .45 ACP         | 193 / 7,60                   | 117 / 4,61                     | 10, 13                          | 823                     |
| 22     | .40 S&W         | 186 / 7,32                   | 114 / 4,49                     | 10, 15                          | 728                     |
| 22C    | .40 S&W         | 186 / 7,32                   | 114 / 4,49                     | 10, 15                          | 717                     |
| 23     | .40 S&W         | 174 / 6,85                   | 102 / 4,01                     | 10, 13                          | 670                     |
| 23C    | .40 S&W         | 174 / 6,85                   | 102 / 4,01                     | 10, 13                          | 663                     |
| 24     | .40 S&W         | 225 / 8,86                   | 153 / 6,02                     | 10, 15                          | 835                     |
| 24C    | .40 S&W         | 225 / 8,86                   | 153 / 6,02                     | 10, 15                          | 835                     |
| 25     | .380 ACP        | 174 / 6,85                   | 102 / 4,01                     | 15                              | 638                     |
| 26     | 9 mm Parabellum | 160 / 6,30                   | 88 / 3,46                      | 10, 12, 14                      | 616                     |
| 27     | .40 S&W         | 160 / 6,30                   | 88 / 3,46                      | 9                               | 620                     |
| 28     | .380 ACP        | 160 / 6,30                   | 88 / 3,46                      | 10                              | 585                     |
| 29     | 10 mm           | 172 / 6,77                   | 96 / 3,78                      | 10                              | 768                     |
| 30     | .45 ACP         | 175 / 6,88                   | 96 / 3,78                      | 10,13                           | 751                     |
| 30S    | .45 ACP         | 177 / 6.96                   | 96 / 3,77                      | 10                              | 650                     |
| 30 SF  | .45 ACP         | 175 / 6.88                   | 96 / 3,77                      | 10,13                           | 745                     |
| 31     | .357 SIG        | 186 / 7,32                   | 114 / 4,49                     | 15                              | 738                     |
| 31C    | .357 SIG        | 186 / 7,32                   | 114 / 4,49                     | 15                              | 733                     |
| 32     | .357 SIG        | 174 / 6,85                   | 102 / 4,01                     | 13                              | 680                     |
| 32C    | .357 SIG        | 174 / 6,85                   | 102 / 4,01                     | 13                              | 675                     |
| 33     | .357 SIG        | 160 / 6,30                   | 88 / 3,46                      | 10                              | 620                     |
| 34     | 9 mm Parabellum | 207 / 8,15                   | 135 / 5,31                     | 10, 17, 19, 31, 33              | 728                     |
| 35     | .40 S&W         | 207 / 8,15                   | 135 / 5,31                     | 10, 15                          | 773                     |
| 36     | .45 ACP         | 172 / 6,77                   | 96 / 3,78                      | 6                               | 638                     |
| 37     | .45 GAP         | 189 / 7,44                   | 116 / 4,56                     | 10                              | 735                     |
| 38     | .45 GAP         | 174 / 6,85                   | 102 / 4,01                     | 8, 10                           | 685                     |
| 39     | .45 GAP         | 160 / 6,30                   | 88 / 3,46                      | 6, 8, 10                        | 548                     |
| 40     | 10 mm           | 241 / 9.49                   | 153 / 6,02                     | 15                              | 920                     |
| 41     | .45 ACP         | 226 / 89,                    | 135 / 5,3                      | 13,10                           | 765                     |
| 42     | .380 ACP        | 150 / 5,94                   | 82,5 / 3,25                    | 6                               | 390                     |
| 43     | 9 mm Parabellum | 159 / 6,26                   | 86 / 3,39                      | 6                               | 509                     |
| 43X    | 9 mm Parabellum | 165 / 6,06                   | 87 / 3.41                      | 10                              | 526                     |
| 44     | .22 Long Rifle  | 185 / 7,28                   | 102 / 4,02                     | 10                              | 415                     |
| 45     | 9 mm Parabellum | 174 / 6,85                   | 102 / 4,01                     | 10, 15, 17, 19, 31, 33          | 694                     |
| 46     | 9 mm Parabellum | 187 / 7,36                   | 104 / 4,09                     | 15, 17                          | 600                     |
| 47     | 9 mm Parabellum | 186 / 7,32                   | 114 / 4,49                     | 17, 19, 24, 31, 33              | 735                     |
| 48     | 9 mm Parabellum | 185 / 7,28                   | 106 / 4,17                     | 10                              | 524                     |

## Les pistolets Glock dans les faits divers
Les Glock furent utilisés lors de : 
- la fusillade de Virginia Tech (2007)
- les attentats d’Oslo et d'Utøya (2011)
- la fusillade d’Aurora (2012)
- la tuerie de l'école primaire Sandy Hook (2012)
- la fusillade de l’église de Charleston (2015)
- l’attentat de la boîte de nuit le Pulse à Orlando (2016)
- la fusillade de la synagogue Tree of Life à Pittsburg (2018)

## Dans la culture populaire
De manière générale, le Glock est l'une des armes de poing les plus connues au monde (avec Colt et son célèbre Colt M1911 ainsi que Beretta avec son célèbre Beretta 92), et donc très présente dans la culture populaire. Sa grande utilisation par les forces de l'ordre ou militaires de nombreux pays dans de nombreux conflits ainsi que son design caractéristique et facilement reconnaissable (entre sa culasse à angles droits et son angle de poignée plus grand que la moyenne) ont contribué à construire la réputation de cette arme au fil du temps.

### Films et séries
Depuis son apparition dans le film 58 minutes pour vivre, le Glock 17 a été utilisé dans de nombreux films d'action et séries télévisées dont X-Files, Matrix Reloaded, Castle, Les Experts, Chicago Police Department, Esprits Criminels, US Marshals dans lequel l'acteur principal, Tommy Lee Jones, vante de façon très explicite l'efficience de cette arme ou encore New York, unité spéciale,The Rookie : Le Flic de Los Angeles

### Jeux vidéo
Le Glock 17 apparaît dans plusieurs jeux vidéo :
- Grand Theft Auto IV
- Half-Life
- Hitman: Contracts
- Resident Evil: Code Veronica
- SWAT 4
- The Getaway
- Escape from Tarkov

Le Glock 18 apparaît aussi dans plusieurs jeux vidéo :
- Ace of Spades (DLC)
- Battlefield 3
- Call of Duty: Modern Warfare 2
- Call of Duty: Modern Warfare 3
- Combat Mission: Shock Force et Combat Mission: Black Sea
- Counter-Strike: Global Offensive et Counter-Strike: Source (arme de départ des terroristes)
- Metal Gear Solid 4: Guns of the Patriots
- Medal of Honor: Warfighter
- Tom Clancy's Rainbow Six: Vegas
- Urban Terror
- Escape from Tarkov (version 18C)

La marque Glock est appelée Chimano dans Payday 2 et de nombreux modèles de la marque sont disponibles, en fonction des pistolets choisis et des modifications disponibles sur chacun d'entre eux.